# Roses In May
Roses In May, född 9 februari 2000, är ett engelskt fullblod, mest känd för att ha segrat i 2005 års upplaga av Dubai World Cup.

## Bakgrund
Roses In May är en svartbrun hingst efter Devil His Due och under Tell A Secret (efter Speak John). Han föddes upp av Margaux Farm och ägdes av Kenneth L. & Sarah K. Ramsey. Han tränades under tävlingskarriären av Dale L. Romans, och reds oftast av John Velazquez.
Roses In May tävlade mellan 2003 och 2005 och sprang under sin tävlingskarriär in 5 490 187 dollar på 13 starter, varav 8 segrar och 4 andraplatser. Han tog karriärens största seger i Dubai World Cup (2005). Han segrade även i Whitney Handicap (2004), Kentucky Cup Classic Handicap (2004) och Cornhusker Breeders' Cup Handicap (2004).

## Karriär
Roses In May tävlade inte som tvååring, utan tog sin första seger i sin andra start som treåring. Hann segrade i ytterligare ett löp innan han startade i Jerome Stakes, där han slutade sexa.
Som fyraåring segrade han i grupp 1-löpet Whitney Handicap, samt Kentucky Cup Classic Handicap och Cornhusker Breeders' Cup Handicap. Han slutade även på andra plats i 2004 års Breeders' Cup Classic efter Ghostzapper.
Som femåring åkte Roses In May till Dubai för att starta i Dubai World Cup på Nad Al Sheba Racecourse, där han startade som favoritspelad. Efter en långsam start avancerade Roses In May på bortre långsidan, för att sedan överta ledningen i början på upploppet, och korsa mållinjen som etta.
Dubai World Cup kom att bli hans sista start, då det i augusti 2005 meddelades att han hade ådragit sig en senskada, som tvingade honom att avsluta tävlingskarriären.

### Som avelshingst
Roses In May pensionerades den 19 augusti 2005 efter senskadan upptäcktes. Det tillkännagavs att han istället skulle vara aktiv som avelshingst på Big Red Farm i Japan.